# Diecezja Goya
Diecezja Goya (łac. Dioecesis Goyanensis) – diecezja Kościoła rzymskokatolickiego w Argentynie, sufragania archidiecezji Corrientes.

## Historia
10 kwietnia 1961 roku papież Jan XXIII bullą Quotiens amplo erygował diecezję Goya. Dotychczas wierni z tym terenów należeli do diecezji (obecnie archidiecezji) Corrientes.
3 lipca 1979 roku diecezja utraciła część swego terytorium na rzecz nowo powstającej diecezji Santo Tomé.

## Ordynariusze
- Alberto Devoto (1961 - 1984)
- Luis Teodorico Stöckler (1985 - 2002)
- Ricardo Oscar Faifer (2002 - 2015)
- Adolfo Canecín (od 2015)